# Владимир Божовић (фудбалер)
Владимир Божовић (Пећ, 13. новембар 1981) је црногорски тренер и бивши фудбалер. Током каријере играо је на позицији крилног играча и левог бека.

## Успеси
Рапид Букурешт
- Суперкуп Румуније  (1) : 2007.[8]
- Куп Румуније: (финале: 2011/12)[9]

 Мордовија
- Прва лига Русије (1) : 2013/14.[10]